# ブッキングドットコム

親会社のブッキング・ホールディングスのロゴ

ブッキング・ドットコム（Booking.com）は、オランダの宿泊予約のためのオンライン旅行会社であり、アゴダなどで知られるブッキング・ホールディングスの子会社である。本社はアムステルダムにある。

## Booking.com B.V.（運営企業）

### 草創期
オランダのトゥウェンテ大学で情報工学を専攻していたヘールト＝ヤン・ブラインスマ（Geert-Jan Bruinsma）は、インターネットを使った起業を志望する大学生であったが、友人とのディナー中にオンラインホテル予約のアイデアを得て、大学卒業後の1996年11月に「Booking.nl」を設立した。1997年1月にウェブサイトを使ったサービスを開始（宿泊施設登録数は10軒）、設立後の約2年間はブラインスマ1人で全ての業務を行う個人企業であったが、設立時点で、写真を閲覧しながら、自身の言語で説明を読むことができ、簡単なステップでホテルを予約できるシステムの構築が考えられていた。当時アムステルダムではインターネットを利用したホテル予約サービスの試みがすでに存在したものの、それらは実際の予約でメールを介さねばならなかったため、ブラインスマはウェブ上で予約が完結するシステムを構築、ライバルを追い抜くことに成功した。ヨーロッパでは一般層へのインターネット普及が緩慢だったため、この時期の利用者の3分の2はアメリカ人旅行者であった。1998年の年末に最初のスタッフが雇用された。この時期のスタッフは学生が中心であったが、後に2008年9月から2011年までCEOを務めるケース・コーレン（Kees Koolen）が参加し、新規の技術スタッフや営業スタッフを巻き込み、展開が進められていった。2000年代に入り、アメリカのオンライン旅行会社が、マーチャントモデル（OTAへの料金先払い、ただし予約後のキャンセル不可）を武器に国際進出を始めたが、ブラインスマはエージェンシーモデル（料金ホテル決済）を使い「キャンセル無料」を看板にすることで旅行者の支持を得られると判断、この方針は以後もCMOのアルトゥール・コステン（Arthur Kosten）らにより継続され、現在のブッキングドットコムに至るビジネスモデルが確立された。2002年以降オランダ国外へ進出し、パリ・ベルリン・バルセロナ等のホテルに取扱を拡大、2003年、ウェブサイト名をBooking.nlから「Bookings」に改めている。本拠地はベルリンに移すことも検討されたが、アムステルダムに落ち着くことになった。

### グローバル企業への飛躍
アメリカの多くのOTAが関心をマーチャントモデルに集中させていた中で、2003年、プライスラインドットコムはBookingsのビジネスモデルに関心を示し、買収をオファー、社内の意見は二分されたが、米国資本の投資による事業拡大を目的に、2005年7月、ケース・コーレンが最終的に買収受け入れを決断、プライスラインの一員になることとなった。買収時点での宿泊施設登録数は1万軒前後であったが、2006年、イギリス・ケンブリッジのOTAであったActivehotels.comの統合を契機に、ウェブサイトを現在の「Booking.com」に改名、当時アメリカに比べて立ち遅れていた、ヨーロッパにおけるオンラインホテル予約サービスの拡大が進められた。2007年4月のドバイ・ケープタウンを皮切りに、ヨーロッパ外への進出も開始された。なお創業者のブラインスマは、自身の子育てを理由に2003年いったん会社を離れたが、ケース・コーレンの誘いを受けて2011年3月に復帰、以降技術者として、コンテンツの改善に従事している。
2008年に、ニューヨーク、サンフランシスコやシドニーなど、世界各地に相次いで拠点を開設、2010年9月に宿泊施設登録数が10万軒を突破、2015年2月に60万軒突破、2016年8月に100万軒突破、2018年9月に200万軒を突破した。2011年9月以降、マイクロソフト日本法人元社長のダレン・ヒューストンがCEOを務めてきたが、2016年4月に、CEOは元ゴールデンチューリップホテル勤務のギリアン・タンズに代わり、2019年6月、親会社ブッキング・ホールディングスCEOのグレン・フォーゲルが、ブッキングドットコムのCEOを兼任する体制となった。2012年以降、レンブラント広場前の「The Bank」内に本社を定めている。

### 総合宿泊予約サイトへの変貌
Booking.com B.V.は現在、世界70カ国に198の支社を持つ。ヨーロッパ各地域やオーストラリアなど広い地域において、オンライン宿泊施設予約の最大手企業となっており、アメリカ合衆国が、国別予約数で最多となっている。ブッキングドットコムが事実上グループの売上面における中核事業となったことから、2018年2月、親会社のプライスライン・グループがブッキング・ホールディングス（Booking Holdings Inc.）へ社名変更を行うに至っている。
2000年代の時点では、登録施設のほとんどがいわゆるホテルであったが、2010年代前半から、バケーションレンタルの登録を拡充し、民泊を含む、総合的な宿泊予約サイトに変貌した。現在のブッキングドットコムはホテル予約サイトの世界最大手であると同時に、バケーションレンタル予約サイトの世界大手となっており、フォーチュンの報道では、2019年におけるブッキングドットコムの民泊リスティング数が、先行するAirbnbに接近し、両社による競争の激化が報じられている。
様々な企業とのアフィリエート提携を強化しており、エアライン各社やレンタカー、航空券手配サイトなどと提携関係に有る。また、旅行ガイドブック「地球の歩き方」や、世界的に知られる旅行ガイドブック「ロンリープラネット」「ミシュランガイド」も同様にアフィリエートでの提携をしている。ほかに、ニューヨーク市観光局やサンフランシスコ観光協会など、世界各地域の観光関係諸機関や航空会社と提携関係を持つ。

### シームレスな旅行予約プラットフォームへ
2010年代後半からは、現地アクティビティや交通手段など、宿泊以外の旅行サービスをシームレスに予約できるサービスの拡充に注力している。2016年7月、世界の主要都市の宿泊をブッキングドットコムで予約した利用者向けに、ツアーや美術館などの割引や優先入場を含む、現地アクティビティの予約情報を提供するサービス「ブッキング・エクスペリエンス」を開始、同サービスは2018年5月より、東京や大阪など日本の主要都市の宿泊にも導入された。
ブッキング・ホールディングスの保有するレンタルカーズドットコムは、ブッキングドットコムの傘下に位置づけられ、ブッキングドットコムのプラットフォーム内で、空港送迎およびレンタカーの手配を完了することが可能な仕様となった。外部企業との連携も進められており、2019年10月より、東南アジアの配車アプリGrabと連携することで、ブッキングドットコムのアプリを介して東南アジア地域でオンデマンドの配車サービスが利用可能となった。

### 日本におけるブッキングドットコム

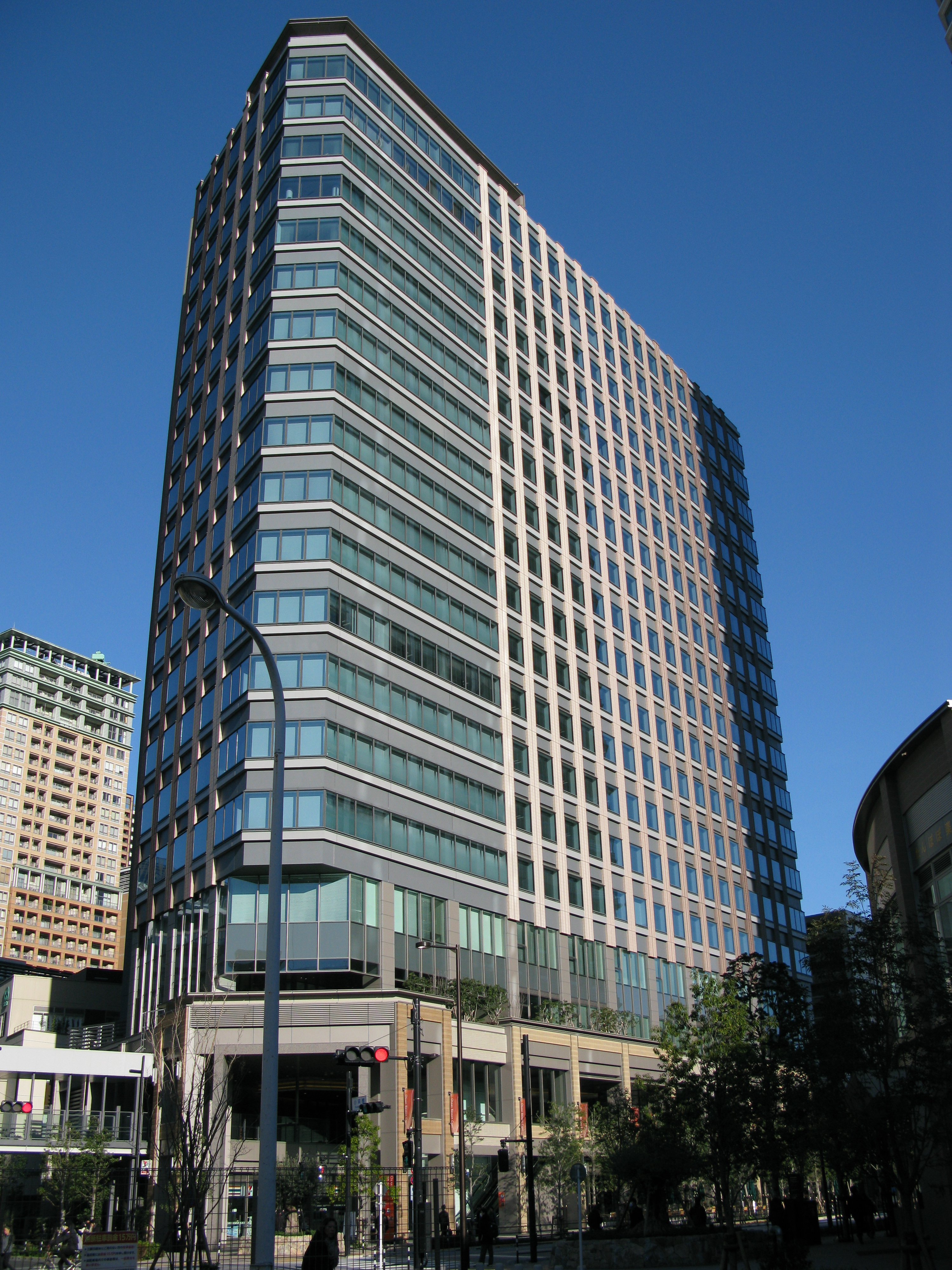
カスタマーサービスセンターの入居するパークシティ大崎

日本語ウェブサイトは、「Bookings」時代の2005年に開設されており、外資系OTAの運営する日本語ウェブサイトとしては、最も長い歴史を持つ。2009年、東京に事業所を開設。2020年現在、東京（表参道、大崎）、大阪、福岡、那覇、札幌にオフィスを持つ。
日本におけるブッキングドットコムの利用は、開設以来、海外旅行を目的とするアウトバウンド予約の割合が高い時期が続いたが、2016年には、日本国内ユーザーによる国内宿泊施設の予約の割合が最多となり、2019年には、国内宿泊施設の予約において、国内ユーザーによる予約者比率が、海外からの予約者を上回った。日本国内の宿泊施設登録数は、楽天トラベルとじゃらんnetを除く国内のホテル予約サイトをすでに上回っており、外資系OTAの運営するウェブサイト、アプリとしては、2020年時点で第1位となっている。2019年より、食事付き旅館の予約において、国内の予約サイト同様、食事プランの選択が可能となる仕様を導入した。
楽天トラベルとは、2016年2月より、海外ホテル予約サービスに関して提携、一部地域に対する在庫提供を開始した。2018年6月、楽天のグループ会社の楽天ライフルステイと提携の上、楽天ライフルステイおよび楽天の民泊在庫のブッキングドットコムでの掲載を開始した。
民泊に関しては、2016年6月に特区民泊物件の掲載を開始、2018年6月の住宅宿泊事業法施行を前に、同法下で必要とされる自治体への登録番号が未届けの物件を非掲載とする措置を実施し、現在は観光庁長官の登録を受けた住宅宿泊仲介業者となっている。

## サービス内容
登録宿泊施設は、高級ホテルチェーンから、旅館、個人経営のB&Bやアパートメント、ゲストハウス、バカンス向けの長期滞在施設、バケーションレンタルなどを30以上もの宿泊施設タイプをカバーしている。また、ブッキングドットコムのバケーションレンタルは、予約時にホストとのやり取りを必要とせず、ホテル予約と同様の操作で予約を完了できるシステムとなっている。
24時間日本語対応のカスタマーサービスセンター（Booking.com Customer Service Center Japan）が、東京（大崎）に設けられている。同センターには旅行業務取扱管理者が常駐、外部委託を排し、対応は全てバイリンガルの自社スタッフにより行われている。
ブッキングドットコムのビジネスモデルは、決済を宿泊施設現地で行う方式（エージェンシーモデル）が用いられている。ただし2018年から、日本を含む一部地域のホテルで、Booking basicと称する即時決済プランを試行導入、同プランはアゴダなど、ブッキングドットコムの提携企業の在庫に拠っている。
ホテル検索
出張利用を選択すると、領収書の発行を宿泊施設に事前依頼可能な仕様となる。Google マップ上で、宿泊施設の位置確認ができ、周辺の宿泊施設も表示される。
キャンセルを宿泊直前まで無料とする宿泊プランを多く掲載していることが、ブッキングドットコムの特徴の一つとなっている。
口コミ
ユーザーの参考となる口コミ内容を常に保つ観点から、24ヶ月以内の口コミに限定して表示され、投稿は実際に泊まったユーザーのみが可能なシステムとなっている。投稿者が宿泊者本人であることや不適切な表現の有無等をブッキングドットコムのスタッフが確認の上掲載される。
「Award of Excellence（クチコミアワード）」をはじめ、口コミで高得点を獲得した宿泊施設に対する表彰制度が設けられ、毎年実施されている。高級ホテルの口コミ投稿数では、トリップアドバイザーと僅差の世界第2位となっている。
料金支払い・予約確認
支払いは、現地払いプランを中心に、Booking basicと呼ばれる事前全額払いプランなど、多様な支払い方法から選択することができる。キャンセル料が直前までかからないプランを多く掲載していることが、ブッキングドットコムの特徴の一つとなっている。
ブッキングドットコムでの予約は、利用者がブッキングドットコムのフォーマットを通じて宿泊施設と契約することを意味しており、料金先払いのプランも含め、決済は宿泊施設の名義で行われる（ブッキングドットコムが利用者に料金を請求することは無い）。予約には、クレジットカードの登録が必要（キャンセル料の発生時に使用するため）だが、日本国内やアジア地域の宿泊施設の予約では、クレジットカードなしで予約可能な場合も多い。
リクエスト欄から、宿泊施設に直接リクエストを送信することも可能である（海外の宿泊施設の場合は、英語または現地語での送信となる）。簡単なメッセージであれば自国の言葉でホテルにメッセージが送れるサービス「Booking Message」も開始した。
なお、各種免責事項が、ウェブサイト内の利用規約に明記されている。これらの免責事項に属する事柄（オーバーブッキングに由来する予約内容の変更・取消など）に関しては、基本的には、利用者各自が、直接宿泊施設と適切な交渉を取り解決することになる。
最安値保証サービス
ブッキングドットコムで宿泊施設を予約後、同条件の予約が別のウェブサイトでより安い価格で提供されていることを発見した場合、カスタマーサービスに連絡すれば、宿泊がその価格と同料金となるサービス。条件を満たしている必要があるが、適用されると、ブッキングドットコムが利用者に差額の支払いを行う。
誤課金時の返金手続き
キャンセル無料の宿泊施設でキャンセルを行ったものの、宿泊施設側のミスにより誤って料金を請求された場合は、カスタマーサービスに請求書を送ることによって、返金の手続きが行われる。請求書の送信は、オンライン・紙媒体それぞれ可能である。
登録者サービス
アカウントを作成し、メールマガジンに登録すると、「マイ Booking.com」で、シークレットセールと呼ばれる割引情報の表示などが行われる。さらに、予約頻度の高い登録利用者は「Booking Genius」に認定され、一部の宿泊施設に関して、Genius割引と呼ばれる、更なる割引料金で利用したり、Genius無料特典と呼ばれる、レイトチェックアウトやギフトなどの特典が受けられる。
空港発着タクシー
サービス提供地域は明かされていないが、日本の主要国際空港を網羅した配車サービスとなっている。予約は即時確定。予定変更の場合はお迎え予定時刻の24時間前まで無料でキャンセル可能。
その他
トップページのリンク「フライト」に関しては、2020年3月以降、スウェーデンの航空券予約サイトGotogate（ブッキングドットコムと資本関係の無い別会社）へのリンクとなっている。「レンタカー」に関してはレンタルカーズドットコムを、「レストラン」に関してはオープンテーブルをそれぞれ参照。レンタルカーズドットコム、オープンテーブルは、いずれもブッキング・ホールディングスの傘下にある。
日本の航空会社では、日本航空（JAL）と全日本空輸（ANA）が、スカイチームの航空会社では、エールフランス・KLMオランダ航空（フライング・ブルー）などが、ブッキングドットコムを利用した宿泊施設予約により、マイルが貯まるサービスを行っている。ブッキングドットコム専用のバナーを経由し予約するとマイルが貯まる。

### 派生サービス
Booking.com for business
法人・団体ユーザー向けの出張管理ツール（日本語対応）。法人会員の登録をすることで様々なサービスを受けられる。2015年4月リリース。

### 問題点
宿泊施設への未払問題
入金が滞っているとして、東京や大阪などの宿泊施設が計約3600万円の損害賠償を求める集団訴訟がおこされている。
空港発着タクシー道路運送法第78条違反問題
日本国内で配車サービスを利用すると、白タクと呼ばれる自家用自動車を用いて無許可でタクシー営業を行っている事業者に案内されると指摘され、2024年2月には道路運送法78条違反容疑で逮捕者も出ている。